# Società Assicuratrice Industriale
La Società Assicuratrice Industriale, comunemente nota in Italia sotto l'acronimo di SAI era una società di assicurazioni italiana. 

## Storia
La Società Assicuratrice Industriale era nata il 29 settembre 1921 su iniziativa di un gruppo di industriali di Torino, di Milano e del Veneto (fra cui i Marzotto, i Borletti, il Laniero, i Pirelli, con alla testa Giovanni Agnelli) e con lo scopo principale di assicurare i rischi industriali dei fondatori, oltre a porsi sul mercato assicurativo italiano .
Nel 1925 la SAI partecipò insieme alla FIAT alla costituzione della SAVA (Società Anonima di Vendita Autoveicoli) per permettere l'acquisto rateale delle vetture FIAT, secondo uno schema di marketing importato dagli Stati Uniti: fu uno dei primi esempi di credito al consumo in Italia.
Nel 1927 la SAI partecipò anche alla fondazione dell'IFI (Istituto Finanziario Italiano), la holding della famiglia Agnelli. Nello stesso anno l'introduzione dell'assicurazione obbligatoria delle vetture vendute a rate favorì in particolare la SAI, che assicurava le automobili vendute dalla SAVA.
Nel 1938 la sede fu trasferita da Milano a Torino.
Nel 1961 la compagnia entrò nel ramo vita. Nel 1966 partecipò insieme ai più grandi armatori italiani alla costituzione della SIAT (Società Italiana Assicurazione Trasporti).
Dopo decenni di crescita, nel 1967 la SAI venne quotata alle borse di Torino e Milano. Nel 1969 entrò in vigore l'obbligo di assicurare gli autoveicoli e la SAI, legata al gruppo FIAT e già focalizzata sul ramo auto, crebbe ulteriormente. Nel 1970 divenne la terza maggiore compagnia assicuratrice italiana (era già la prima nell'assicurazione dei rischi RC auto, incendio e furto auto).
In seguito alla crisi petrolifera del 1973 il gruppo Agnelli decise di uscire dalla SAI e nel 1976 la Società fu ceduta a Raffaele Ursini, proprietario della Liquigas.
Nel 1978 anche Ursini lasciò la compagnia, che venne gestita da un sindacato di azionisti, fra cui si affermò la figura di Salvatore Ligresti. Nel 1988 Ligresti divenne presidente, sancendo così il proprio ruolo di guida della SAI. Durante il periodo Ligresti la compagnia torinese operò diverse acquisizioni: nel 1995 rilevò la MAA Assicurazioni; nel 2001 fu la volta della SASA. Con il determinante appoggio di Mediobanca, il 31 dicembre 2002 la SAI incorporò La Fondiaria Assicurazioni, cambiando contestualmente nome in Fondiaria SAI SpA.
A sua volta la Fondiaria-SAI il 6 gennaio 2014 si è fusa con la Unipol, diventando così UnipolSai SpA.